# Olympische Winterspiele 1964/Teilnehmer (Italien)
| Gelbes Symbol für Goldmedaillen mit stilisierten Olympischen Ringen | Graues Symbol für Silbermedaillen mit stilisierten Olympischen Ringen | Braundes Symbol für Bronzemedaillen mit stilisierten Olympischen Ringen |
| ------------------------------------------------------------------- | --------------------------------------------------------------------- | ----------------------------------------------------------------------- |
| —                                                                   | 1                                                                     | 3                                                                       |

Italien nahm an den IX. Olympischen Winterspielen 1964 im österreichischen Innsbruck mit einer Delegation von 61 Athleten in neun Disziplinen teil, davon 53 Männer und 8 Frauen. Mit einer Silbermedaille und drei Bronzemedaillen platzierte sich Italien auf Rang zwölf im Medaillenspiegel.
Fahnenträger bei der Eröffnungsfeier war der Bobfahrer Eugenio Monti.

## Teilnehmer nach Sportarten

### Bob
Männer, Zweier
- Eugenio Monti, Sergio Siorpaes (ITA-1)
Bronze  (4:22,63 min)
- Sergio Zardini, Romano Bonagura (ITA-2)
Silber  (4:22,02 min)

Männer, Vierer
- Sergio Zardini, Sergio Mocellini, Ferruccio Dalla Torre, Romano Bonagura (ITA-1)
4. Platz (4:15,89 min)
- Eugenio Monti, Sergio Siorpaes, Benito Rigoni, Gildo Siorpaes (ITA-2)
Bronze  (4:15,60 min)

### Eishockey
Männer
| - Giancarlo Agazzi - Isidoro Alverà - Enrico Bacher - Enrico Benedetti - Vittorio Bolla - Giampiero Branduardi - Alberto Da Rin - Gianfranco Da Rin - Bruno Frison | - Roberto Gamper - Bruno Ghedina - Ivo Ghezze - Francesco Macchietto - Giovanni Mastel - Giulio Oberhammer - Edmondo Rabanser - Giulio Verocai |

- 15. Platz

### Eiskunstlauf
Männer
- Giordano Abbondati
14. Platz (1688,4)

Frauen
- Sandra Brugnera
26. Platz (1612,5)

### Eisschnelllauf
Männer
- Elio Locatelli
500 m: 31. Platz (43,1 s)
1500 m: 35. Platz (2:19,0 min)
- Renato De Riva
1500 m: 21. Platz (2:15,7 min)
5000 m: 14. Platz (7:57,5 min)
10.000 m: 18. Platz (16:57,5 min)

### Nordische Kombination
- Ezio Damolin
Einzel (Normalschanze / 15 km): 8. Platz (419,54)
- Enzo Perin
Einzel (Normalschanze / 15 km): 18. Platz (391,82)

### Rennrodeln
Männer, Einsitzer
- Giampaolo Ambrosi
15. Platz (3:39,06 min)
- Walter Außerdorfer
16. Platz (3:40,17 min)
- Giovanni Graber
23. Platz (3:48,40 min)
- Carlo Prinoth
7. Platz (3:33,49 min)

Männer, Doppelsitzer
- Walter Außendorfer, Siegfried Mair
Bronze  (1:42,87 min)
- Giampaolo Ambrosi, Giovanni Graber
5. Platz (1:43,77 min)

Frauen
- Erika Außendorfer
ausgeschieden
- Erica Lechner
im zweiten Lauf Rennen nicht beendet
- Erica Prugger
13. Platz (4:13,19 min)

### Ski Alpin
Männer
- Bruno Alberti
Abfahrt: 23. Platz (2:25,30 min)
- Martino Fill
Abfahrt: 27. Platz (2:27,33 min)
Slalom: 20. Platz (2:19,63 min)
- Ivo Mahlknecht
Abfahrt: 19. Platz (2:22,72 min)
Riesenslalom: 16. Platz (1:54,26 min)
Slalom: 15. Platz (2:18,23 min)
- Paride Milianti
Abfahrt: 21. Platz (2:23,01 min)
Riesenslalom: 13. Platz (1:52,87 min)
Slalom: 17. Platz (2:18,40 min)
- Felice De Nicolo
Riesenslalom: 28. Platz (1:59,62 min)
- Italo Pedroncelli
Riesenslalom: 18. Platz (1:55,14 min)
Slalom: 11. Platz (2:16,32 min)

Frauen
- Lidia Barbieri Sacconaghi
Abfahrt: 25. Platz (2:03,38 min)
Riesenslalom: 28. Platz (2:02,73 min)
Slalom: 22. Platz (1:49,23 min)
- Giustina Demetz
Abfahrt: 11. Platz (2:01,20 min)
Riesenslalom: 14. Platz (1:56,52 min)
Slalom: disqualifiziert
- Pia Riva
Abfahrt: 18. Platz (2:02,25 min)
Riesenslalom: 9. Platz (1:54,59 min)
Slalom: 9. Platz (1:37,20 min)
- Inge Senoner
Abfahrt: 31. Platz (2:04,22 min)
Slalom: disqualifiziert
- Patrizia Medail
Riesenslalom: 19. Platz (1:59,29 min)

### Skilanglauf
Männer
- Marcello de Dorigo
15 km: 27. Platz (55:26,1 min)
30 km: 15. Platz (1:33:53,4 h)
4 × 10 km Staffel: 5. Platz (2:21:16,8 h)
- Giulio Deflorian
15 km: 18. Platz (53:31,7 min)
4 × 10 km Staffel: 5. Platz (2:21:16,8 h)
- Angelo Genuin
50 km: Rennen nicht beendet
- Franco Manfroi
50 km: 19. Platz (2:53:56,5 h)
- Eugenio Mayer
50 km: 18. Platz (2:53:21,3 h)
- Franco Nones
15 km: 10. Platz (52:18,0 min)
4 × 10 km Staffel: 5. Platz (2:21:16,8 h)
- Giuseppe Steiner
15 km: 12. Platz (52:28,0 min)
30 km: 16. Platz (1:33:59,8 h)
4 × 10 km Staffel: 5. Platz (2:21:16,8 h)
- Gianfranco Stella
30 km: 18. Platz (1:35:01,1 h)
- Livio Stuffer
30 km: 22. Platz (1:38:11,0 h)
50 km: 13. Platz (2:51:04,7 h)

### Skispringen
- Giacomo Aimoni
Normalschanze: 28. Platz (197,3)
Großschanze: 13. Platz (205,9)
- Bruno De Zordo
Normalschanze: 46. Platz (185,1)
- Nilo Zandanel
Normalschanze: 37. Platz (191,5)
Großschanze: 25. Platz (197,4)